# Пандо Ванчев
Пандо Вълев Ванчев е български политик от казионния Български земеделски народен съюз (БЗНС), министър на съобщенията през 1976 – 1986 година.

## Биография
Пандо Ванчев е роден на 6 октомври 1919 година в Узунджово, Хасковско. Член е на Земеделския младежки съюз на левия БЗНС в гимназията, където се запознава с Петър Танчев и двамата започват да развиват нелегална земеделска дейност, за което са арестувани от полицията в Хасково и престояват няколко месеца интернирани в лагер в Свиленград. През 1941 г. Пандо Ванчев заминава за Хърватия и Словакия където следва електроинженерство в Загреб и Братислава, и става част от нелегалното съпротивително движение в Словакия, където е разкрит, но когато полицията пристига да го арестува, той е укрит в квартира, и впоследствие бяга при словашки партизани, където участва в Словашкото народно въстание през 1944 година. През 1948 година се дипломира в Прага, след което през 1948 г. се завръща в България и работи в Министерството на електрификацията.
От 1952 г. Ванчев работи в апарата на БЗНС в Хасково, между 1956 и 1976 година е заместник-председател и председател на Окръжния народен съвет, а през 1962 година става член на Управителния съвет на БЗНС. През 1971 – 1976 година е член на новосъздадения Държавен съвет, а от 1974 година е член на Постоянното присъствие на БЗНС. Освен това е секретар на Постоянното присъствие на БЗНС. От 1973 до 1976 година е заместник-председател и първи заместник-председател на Държавния комитет за наука и технически прогрес.
В периода 1976 – 1986 г. Пандо Ванчев е министър на съобщенията във второто правителство на Станко Тодоров и правителството на Гриша Филипов. През 1986 – 1989 г. е секретар на Постоянното присъствие на БЗНС. През 1979 г. е награден с орден „Георги Димитров“, през 1984 – с орден „13 века България“, а през октомври 1989 година получава званието „Герой на социалистическия труд“, но в края на годината е отстранен от политическите си постове.

## Награди
- Герой на социалистическия труд“ (1989)
- – Орден Георги Димитров (1989)
- – Орден Георги Димитров (1979)
- – Орден "13 века България – (1984)
- – Орден Народна република България I ст.
- – Орден Народна република България II ст.
- Народен орден на труда (златен)
- Народен орден на труда (златен)
- Медал „30 години от Победата над фашистка Германия“ – (1975)[4].
- Медал „40 години от Победата над Хитлерофашизма“ – (1985)[5].
- Медал „1300 години България“ (1981)
- ‎Медал „40 години от Социалистическата революция в България“ – (1984)
- Медал „90 години от рождението на Георги Димитров“ – (1972)
- Медал „100 години от рождението на Георги Димитров“ – (1982)
- ‎Медал „25 години Народна власт“ – (1969)
- Медал „50 години от юнското антифашистко въстание“ – (1973)
- ‎Медал „Отечествена война 1944 – 1945“ – (1947)
- ‎Медал „100 години Априлско въстание“ – (1976)
- Медал „100 години от освобождението на България от османско иго“ – (1978)